# Esodo dei trentini

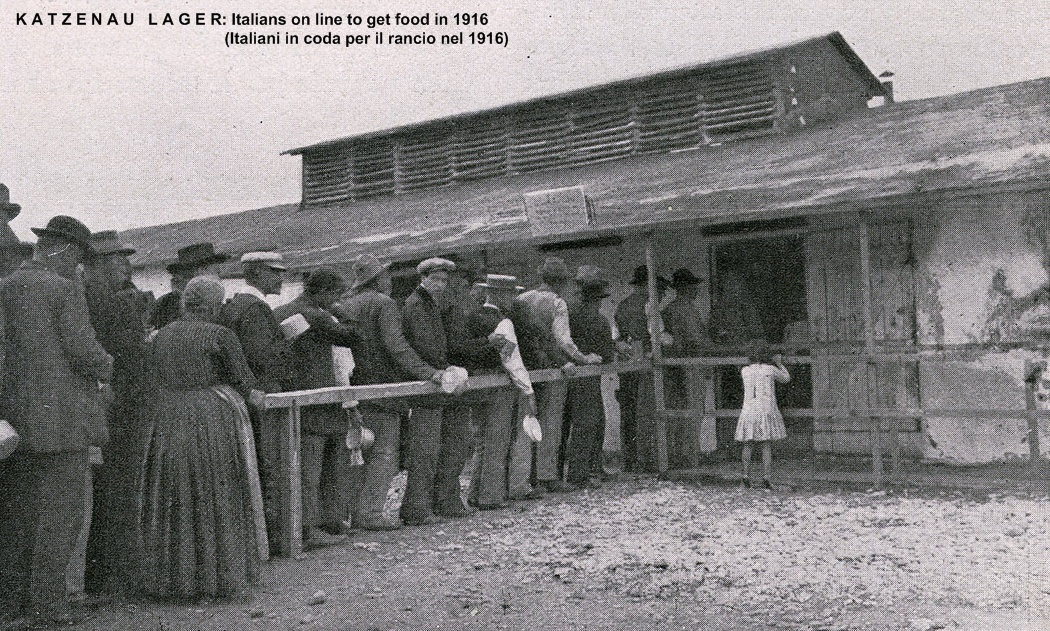
Italiani in coda per il rancio al Campo di internamento di Katzenau, in Austria nel 1916

L'esodo dei trentini è un evento storico consistito nell'emigrazione forzata di una parte significativa della popolazione civile che si verificò durante la prima guerra mondiale quando il Trentino, parte dell'Impero austro-ungarico, vide allontanarsi ben 173 026 dei suoi 393 111 abitanti censiti nel 1910.

## Arruolati nell'esercito sul fronte russo
Circa 60 000 trentini vennero arruolati nell'esercito asburgico per combattere prevalentemente sul fronte orientale contro l'impero russo. Gli ultimi prigionieri di guerra tornarono in Trentino solo nel 1920.

## Nell'impero austro-ungarico
Circa 75 000 civili vennero evacuati e deportati dagli austro-ungarici, in campi profughi in Boemia, Moravia, in Alta e Bassa Austria e in Stiria, ben lontani dal Trentino. Per i trentini di estrazione sociale più elevata furono invece allestiti degli alloggi nel Tirolo del Nord e nel Salisburghese. Gli ordini di sgombero nella zona nera (Rovereto, Ala, Avio, Brentonico, Arco, Riva del Garda), dove si combatteva più intensamente, arrivarono con appena quarantott'ore di anticipo. I profughi trentini vennero sistemati nelle cosiddette città di legno (tra le maggiori quelle di Braunau e Mitterndorf), dove vissero in baracche in precarie condizioni igienico-sanitarie e patirono la fame. Soprattutto i bambini morirono di stenti. Dei 1 931 trentini deceduti nel campo di Mitterndorf dal giugno 1915 al dicembre del 1918, 875 (pari al 45,7%) erano di età inferiore ai 10 anni.
I sospettati di irredentismo vennero internati nel campo di Katzenau. Se ne contarono 1 754 (anche bambini e disabili mentali), di cui 353 trovarono la morte.
Analoga sorte spettò agli italiani della Venezia Giulia, anch'essa sotto il dominio asburgico fino alla fine della prima guerra mondiale. Essi vennero raccolti soprattutto nel campo di Wagna, che funzionò anche da base di smistamento verso altri campi per molti italiani, tra cui trentini.

## Nel Regno d'Italia

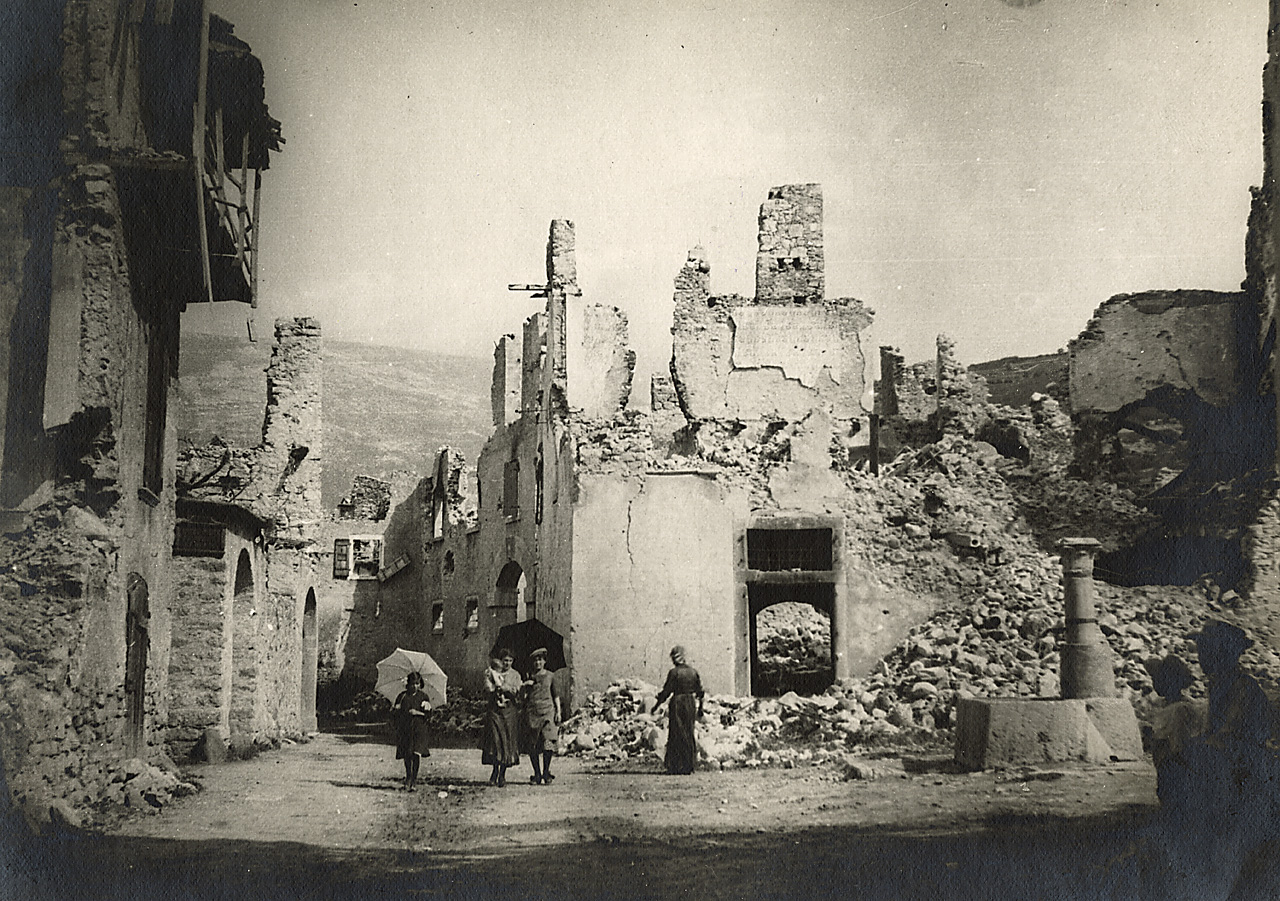
Paese del Trentino devastato dal passaggio della guerra

Un numero rilevante di trentini venne evacuato nel Regno d'Italia. L'evacuazione verso l'Italia avvenne principalmente in due momenti: dopo l'entrata in guerra del Regno il 24 maggio 1915 e dopo la Strafexpedition, la spedizione punitiva del 1916.
L'esodo di 35 515 profughi trentini colse impreparate le autorità italiane. Essi vennero dislocati in tutta Italia, anche al sud e nelle isole, e diverse famiglie vennero completamente smembrate.
757 furono i fuorusciti, cittadini austro-ungarici di nazionalità italiana, che, per evitare persecuzioni politiche, lasciarono il Trentino per l'Italia.
La valutazione dell'esodo trentino nel Regno d'Italia è assai divergente. Una parte della storiografia sottolinea che i trentini riuscirono nel complesso a inserirsi nelle comunità italiane cui erano stati destinati, aiutati dai sussidi governativi. Molti trovarono anche un lavoro. In questo modo l'esodo contribuì a rinforzare il legami con la nuova patria italiana.
Altri danno rilievo agli aspetti negativi dell'esodo. I profughi furono oggetto di attenzione da parte delle autorità governative italiane soprattutto in termini di controllo. I parenti di amministratori, di gendarmi e di soldati asburgici erano sottoposti a particolari controlli perché ritenuti capaci di dare vita a una propaganda filo-austriaca. Lo stesso fatto di avere un cognome austriaco poteva essere considerato pericoloso e motivo d'internamento. I trentini considerati filo austriaci vennero deportati soprattutto nel Mezzogiorno d'Italia.
L'assistenza ai profughi venne in gran parte demandata alle amministrazioni locali. In generale, mentre le condizioni furono sensibilmente migliori nelle città del centro-nord dove i trentini riuscirono a trovare più possibilità di inserimento e occupazione, nelle regioni meridionali donne e bambini incontrarono maggiori disagi e la mortalità fu elevata, anche per l'imperversare di malattie.
La fine dell'internamento dei trentini in Italia fu dichiarata e comunicata, con una Circolare del Ministero dell'Interno, il 19 gennaio 1919, e l'effettivo rimpatrio degli internati trentini avvenne nell'agosto dello stesso anno.